# Издержки обращения
Изде́ржки обраще́ния — затраты в сфере обращения, связанные со сбытом и приобретением товаров. 

## Виды
Различают следующие виды издержек обращения:
- дополнительные издержки обращения, связанные с продолжением производственного процесса в сфере обращения (например, расходы связанные с доставкой, хранением, реализацией товара, его возможной доработкой, фасовкой);
- издержки обращения производителя, которые несёт производитель товара (например, затраты на содержание подразделения, занимающегося сбытом товаров, транспортно-экспедиторские расходы, затраты на исследование рынков, маркетинг, рекламу, связь, оплата стоимости финансовых услуг, связанных с обращением);
- издержки обращения потребителя, которые несёт потребитель товара — расходы, связанные с обращением (например, оплата финансовых услуг, транспортно-экспедиторские расходы, уплата таможенных пошлин и сборов, издержки на привлечение товарных экспертов, представительские и другие расходы).